# Star (canción de David Bowie)
«Star» es una canción escrita por el músico británico David Bowie para su álbum de 1972, The Rise and Fall of Ziggy Stardust and the Spiders from Mars. Musicalmente, la canción tiene un ritmo rápido, con Mick Ronson tocando algunas melodías de guitarra inesperadas. Bowie grabó un demo de la canción en mayo de 1971, en los estudios Radio Luxembourg en Londres, durante las sesiones de Hunky Dory.
Bowie interpretó la canción frecuentemente durante sus conciertos y ha aparecido en numerosos álbumes en vivo. Ha sido remasterizado en varias ocasiones, incluyendo en 2012 para el aniversario 40th del álbum; esta versión fue incluida como parte de la caja recopilatoria de 2015, Five Years (1969–1973).

## Grabación y producción

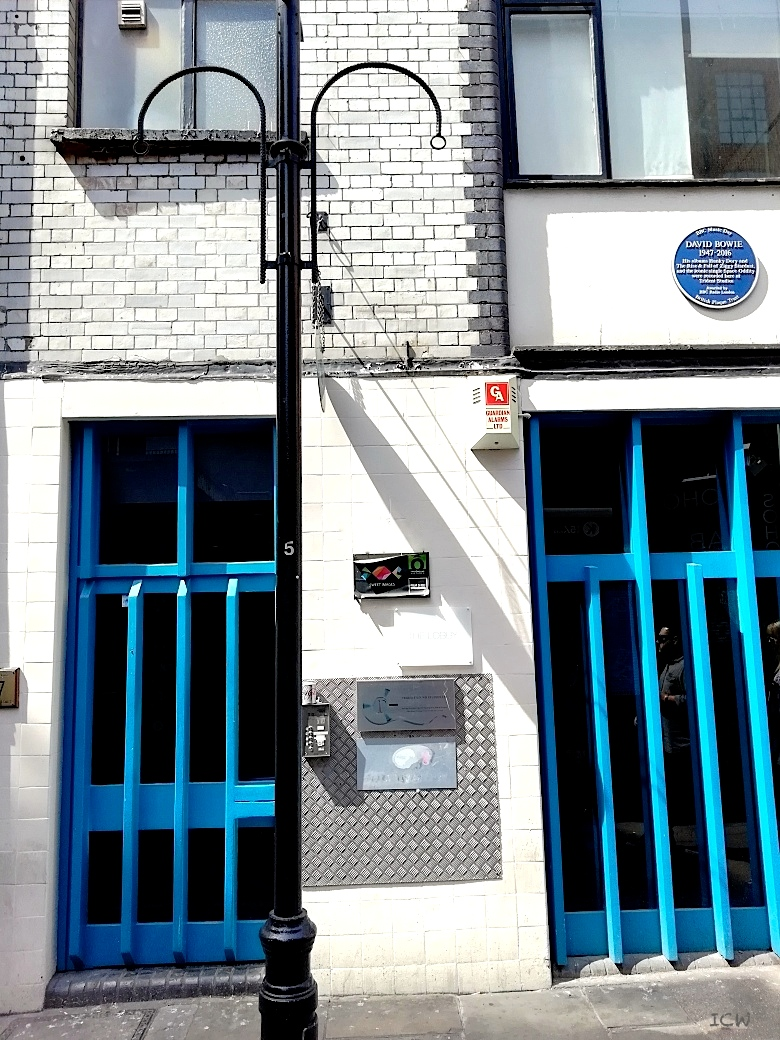
Los Trident Studios en 2018, donde el álbum fue grabado.

Bowie grabó un demo de la canción entre febrero y marzo de 1971 en los estudios Radio Luxembourg en Londres, casi al mismo tiempo en el que el grabó «Moonage Daydream» y «Hang On to Yourself» con su banda Arnold Corns.
Bowie grabó la versión del álbum en los estudios Trident en Londres el 8 de noviembre de 1971, junto con «Hang On to Yourself» y «Rock 'n' Roll Suicide». Las tres canciones fueron regrabadas el 11 de noviembre del mismo año, junto con las canciones inéditas «Looking for a Friend», «Velvet Goldmine» y «Sweet Head». Fue coproducido por Bowie y Ken Scott y grabado junto con la banda de soporte The Spiders from Mars, la cual consiste en Mick Ronson, Trevor Bolder y Mick Woodmansey.

## Lanzamiento y recepción

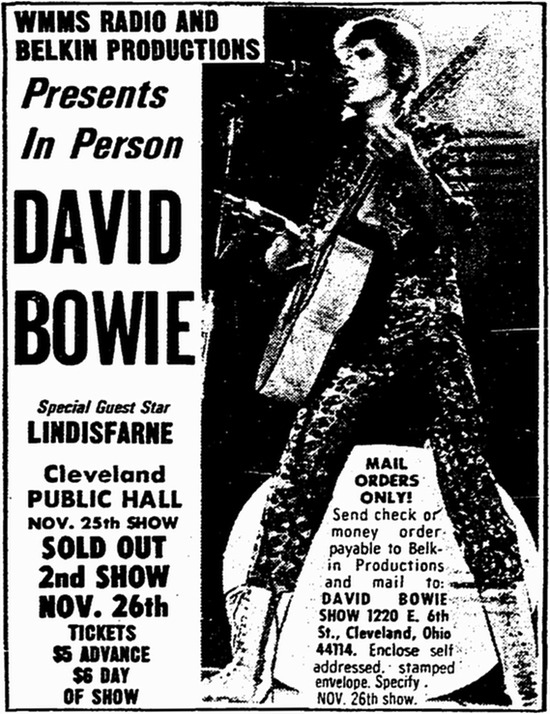
Un anuncio impreso para un concierto de David Bowie, 1972.

«Star» fue publicada como la séptima canción de The Rise and Fall of Ziggy Stardust and the Spiders from Mars. RCA Records publicó una versión en vivo de la canción (como DJL1-3255) en los Estados Unidos, para promocionar el álbum en vivo de 1978, Stage. El sencillo falló en posicionarse. Ian Fortnam de Louder, en una reseña posicionando cada canción de peor a mejor del álbum, colocó «Star» en el número 7, llamándola “la canción más teatral de Bowie”.

## Versiones en vivo
- Actuaciones de la gira The Stage han sido publicadas en Stage (1978) y Welcome to the Blackout (Live London '78) (2018).[9][10]

## Créditos
Créditos adaptados desde las notas del álbum.
- David Bowie – voz principal y coros, guitarra acústica
- Mick Ronson – guitarra eléctrica
- Trevor Bolder – bajo eléctrico
- Mick Woodmansey – batería

## Uso en otros medios
- La canción apareció en la película Glass Onion: A Knives Out Mystery (2022).[12]